# Mustasch
 (novembre 2013).
Si vous disposez d'ouvrages ou d'articles de référence ou si vous connaissez des sites web de qualité traitant du thème abordé ici, merci de compléter l'article en donnant les références utiles à sa vérifiabilité et en les liant à la section « Notes et références ».

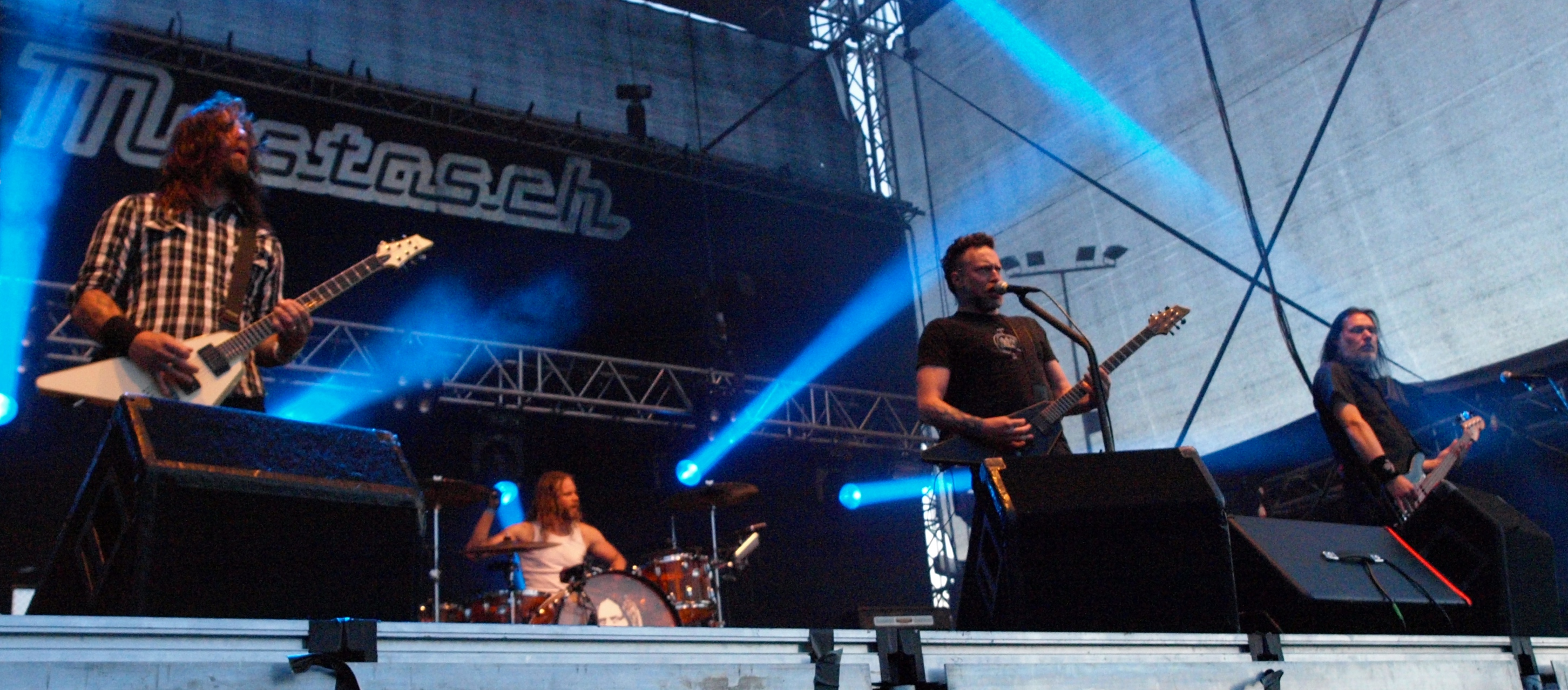
Mustasch en 2011

Mustasch est un groupe de heavy-rock suédois formé en automne 1998 par Ralf Gyllenhammar, Hannes Hansson, Mats Hansson, et Mats Johansson à Göteborg.

## Histoire
Mustasch s'est formé à Göteborg (Suède) en 1998 et enregistre sa première démo The Mustasch Farm sur l'île Orust. Celle-ci sort en nombre limité par différentes maisons de disques et de labels dans le monde entier. En 2001 ils sortent leur premier EP The True Sound of the New West, ce qui leur permet de tourner en Suède et de se faire connaître par la scène « metal ». Le nom du groupe fait référence aux célèbres moustachus de l'histoire du rock, à savoir Freddie Mercury (Queen), Tony Iommi (Black Sabbath), entre autres.
Le groupe sort les albums Above All (2002) et Rastafari (2003) ce qui leur permet d'être nommés au Swedish Grammies. Parallèlement le groupe tourne intensivement et se construit une belle réputation. Ils enregistrent Powerhouse (2005) avant de changer de label afin de mieux gérer la distribution de leurs disques.
Ayant dès lors toutes libertés créatives, ils enregistrent en 2006 leur EP Parasite ! rapidement suivi en 2007 par l'album Latest Version of the Truth grâce auquel ils obtiennent leur premier Swedish Grammy après deux précédentes nominations sans succès. Fort de cette nomination, ils enchaînent concerts sur concerts et retardent les sessions d'enregistrement du nouvel album, sortant alors la compilation Lowlife Highlights (2008).
Cette date marque le départ du guitariste Hannes Hansson. Fier des dix années qu'il a passé dans le groupe, il estime que celui-ci est devenu aujourd'hui bien trop important. Sa priorité étant de retrouver sa famille. Mustasch continue de tourner en compagnie de guitaristes intérimaires avant de confier le poste à David Johannesson (ex Sparzanza).
À la fin du printemps 2009, le batteur, Mats 'Dojan' Hansson quitte le groupe à la suite de problèmes d'arthrite. Il sera remplacé par Danne McKenzie que le groupe connaît très bien pour avoir travaillé avec lui à plusieurs reprises. Le 19 août 2009, Mustasch annonce avoir clôt l'enregistrement de leur album éponyme. Il sera disponible la même année, le 30 septembre en Suède et en Finlande, le 5 octobre au Danemark et en Norvège alors qu'il ne sera disponible dans le reste du monde qu'en début d'année 2010. Le premier extrait de leur nouvel album sera le titre Mine.
En novembre 2011, le nouveau single The Challenger extrait de Sounds Like Hell, Looks Like Heaven devient un hit en Scandinavie avant de se répandre dans le monde entier.
Leur première date française en tête d'affiche a eu lieu dans la salle du Glaz'art à Paris le 27 novembre 2013 à l'occasion de la sortie de leur nouvel album Thank You For The Demon.
Le groupe annonce sur sa page Facebook la nuit du nouvel an la sortie de leur prochain album Silent Killer courant 2018.

## Membres
- Ralf Gyllenhammar : chant, guitare
- David Johannesson : guitare
- Mats 'Stam' Johansson : basse
- Jejo Perković : batterie

### Anciens membres
- Hannes Hansson : guitare
- Mats 'Dojan' Hansson : batterie
- Danne Mckenzie : batterie

### Musiciens additionnels en studio
- Kristian Laimaa : guitare
- Martin Boman : guitare
- Leif Larsson : basse
- Danne McKenzie : batterie

## Discographie
Albums
- 2002 : Above All
- 2003 : Ratsafari
- 2005 : Powerhouse
- 2007 : Latest Version of the Truth
- 2009 : Mustach
- 2011 : The New Sound Of The True Best
- 2012 : Sounds Like Hell, Looks Like Heaven
- 2014 : Thank You For The Demon
- 2015: Testosterone
- 2018: Silent Killer

EP
- 2001 : The True Sound of the New West
- 2006 : Parasite!

Live
- 2008 : In the Night (DVD)

Singles
- 2002 : I Hunt Alone
- 2002 : Down in Black
- 2003 : Black City
- 2004 : 6:36
- 2005 : Dogwash
- 2005 : I'm Alright
- 2007 : Double Nature
- 2007 : Bring Me Everyone
- 2008 : Spreading the Worst
- 2009 : Mine
- 2012 : The Challenger
- 2013 : Feared and Hated

Démos et compilations
- 1999 : Daredevil Magazine / Burn the Streets Vol.1
- 1999 : Molten Universe - Vol.1
- 2000 : Underdogma - Judge Not...
- 2000 : Daredevil Magazine / Burned Down to Zero
- 2002 : All Areas (Volume 29)
- 2003 : All Areas (Volume 44)
- 2002 : The Encyclopedia Of Swedish Hard Rock And Heavy Metal (Volume II)
- 2003 : Music Plato Mania Sampler (Volume 1)
- 2003 : Off Road Tracks (Vol. 65)
- 2003 : p. 3 Popstad 2003 Växjö
- 2007 : Target Roskilde 07
- 2008 : Lowlife Highlights

## Vidéographie

### Clips
- 2012 : The Challenger, tiré de Sounds Like Hell, Looks Like Heaven, dirigé par Patric Ullaeus
- 2015 : Yara's Song, tiré de Testosterone, dirigé par Patric Ullaeus
- 2015 : Be Like A Man, tiré de Testosterone, dirigé par Patric Ullaeus